# Grobnice, Prijepolje
Grobnice (izvirno srbsko Гробнице) je naselje v Srbiji, ki upravno spada pod Občino Prijepolje; slednja pa je del Zlatiborskega upravnega okraja.

## Demografija
V naselju živi 177 polnoletnih prebivalcev, pri čemer je njihova povprečna starost 37,3 let (33,8 pri moških in 41,0 pri ženskah). Naselje ima 73 gospodinjstev, pri čemer je povprečno število članov na gospodinjstvo 3,48.
To naselje je, glede na rezultate popisa iz leta 2002, večinoma srbsko.
|  |

| Demografija | Demografija     | Demografija     |
| Leto        | Št. prebivalcev | Št. prebivalcev |
| ----------- | --------------- | --------------- |
|             |                 |                 |
|             |                 |                 |
|             |                 |                 |
|             |                 |                 |
| 1948        | 234             |                 |
| 1953        | 248             |                 |
| 1961        | 256             |                 |
| 1971        | 262             |                 |
| 1981        | 288             |                 |
| 1991        | 292             | 285             |
| 2002        | 277             | 254             |
|             |                 |                 |

| Etnična sestava po popisu iz leta 2002 | Etnična sestava po popisu iz leta 2002 | Etnična sestava po popisu iz leta 2002 | Etnična sestava po popisu iz leta 2002 | Etnična sestava po popisu iz leta 2002 |
| -------------------------------------- | -------------------------------------- | -------------------------------------- | -------------------------------------- | -------------------------------------- |
| Srbi                                   | Srbi                                   |                                        | 245                                    | 96,45%                                 |
| Črnogorci                              | Črnogorci                              |                                        | 9                                      | 3,54%                                  |
| Neznano                                | Neznano                                |                                        | 0                                      | 0,0%                                   |